# Championnat de France masculin de volley-ball 1976-1977
Navigation
Saison précédente Saison suivante
Le Championnat de France de volley-ball Nationale 1 1976-1977 a opposé les dix meilleures équipes françaises de volley-ball.
L'AS Cannes et le Tours Étudiants Club ont rejoint la Nationale 1 à l'issue de la saison 1975-1976.

## Listes des équipes en compétition
| \| Tours Cannes Tourcoing Grenoble Saint-Maur-des-Fossés Montpellier UC RC France Clamart ASPTT Montpellier Asnières-sur-Seine \| Localisation des clubs engagés dans le championnat. |
| Tours Cannes Tourcoing Grenoble Saint-Maur-des-Fossés Montpellier UC RC France Clamart ASPTT Montpellier Asnières-sur-Seine                                                           |

| Asnières Sports      |
| AS Cannes            |
| CSM Clamart          |
| AS Grenoble          |
| ASPTT Montpellier    |
| Montpellier UC       |
| Racing CF            |
| VGA Saint-Maur       |
| Tourcoing Sports     |
| Tours Étudiants Club |

## Formule de la compétition
Championnat à poule unique, en matches aller-retour, sans play-offs.

## Saison régulière

### Classement
| #  | Équipe                | Pts | J  | G  | P  | SP | SC | Diff |
| 1  | Racing Club de France | 35  | 18 | 17 | 1  | 51 | 11 | +40  |
| 2  | Montpellier UC        | 32  | 18 | 14 | 4  | 48 | 22 | +26  |
| 3  | AS Cannes             | 30  | 18 | 12 | 6  | 46 | 35 | +11  |
| 4  | VGA Saint-Maur        | 29  | 18 | 11 | 7  | 40 | 30 | +10  |
| 5  | Asnières Sports       | 29  | 18 | 11 | 7  | 40 | 33 | +7   |
| 6  | CSM Clamart           | 27  | 18 | 9  | 9  | 36 | 33 | +3   |
| 7  | Tourcoing Sports      | 26  | 18 | 8  | 10 | 34 | 36 | -2   |
| 8  | AS Grenoble           | 24  | 18 | 6  | 12 | 33 | 38 | -5   |
| 9  | ASPTT Montpellier     | 20  | 18 | 2  | 16 | 8  | 51 | -43  |
| 10 | Tours Étudiants Club  | 18  | 18 | 0  | 18 | 7  | 54 | -47  |

## Bilan de la saison
| Tableau d'Honneur           |                       |
| Compétition                 | Vainqueur             |
| Nationale 1A                | Racing Club de France |
| Coupe de France à handicaps | CSM Clamart           |

| Qualifications européennes 1977-1978 |                       |
| Compétition                          | Qualifiés             |
| Coupe d'Europe des Clubs Champions   | Racing Club de France |

| Promotions et relégations |                                                                     |
| Relégués en Nationale 2   | AS Grenoble ASPTT Montpellier Tourcoing Sports Tours Étudiants Club |
| Promus de Nationale 2     | Arago de Sète Stade Français                                        |